# Cill Chiaráin
Cill Chiaráin (Engels: Kilkieran) is een plaats in het Ierse graafschap Galway. De plaats ligt in de Gaeltacht.